# Itztalbrücke (Eisenbahn)
Die Itztalbrücke ist eine Eisenbahnüberführung in Oberfranken zwischen den Orten Rödental und Dörfles-Esbach liegend, die das Tal der Itz mit der Bahnstrecke Coburg–Ernstthal am Rennsteig und dem Herzogsweg überspannt. Das Bauwerk ist Teil der Neubaustrecke Ebensfeld–Erfurt zwischen den Streckenkilometern 107,714 und 108,582. Parallel zur Eisenbahnbrücke verläuft in einem Abstand von ungefähr 25 Metern auf der westlichen Seite die Itztalbrücke der Autobahn 73.
Die Streckentrasse ist bei einer Entwurfsgeschwindigkeit von 300 km/h im Bauwerksbereich im Grundriss gekrümmt, die Gradiente fällt in Richtung Norden mit 12,5 Promille. Die Brücke hat eine Feste Fahrbahn mit 4,7 Meter Gleisabstand und bereichsweise auf beiden Seiten eine Lärmschutzwand von 2,0 Meter Höhe. Die Schienenoberkante befindet sich maximal 31 Meter über dem Talgrund. Die Baukosten lagen bei etwa 18 Millionen Euro.

## Gründung und Unterbau
Das Bauwerk ist auf 142 Großbohrpfählen mit 1,2 Meter Durchmesser und maximalen Längen von 30 Meter gegründet. Die Pfeiler der Brücke haben einen rechteckigen Stahlbetonhohlquerschnitt mit gebrochenen Ecken und verjüngen sich mit einem Anzug von 70:1 nach oben. Die Längskräfte aus dem Überbau, z. B. infolge Bremsen, tragen acht der insgesamt 14 Pfeiler in den Baugrund ab.

## Überbau
Die 15-feldrige Eisenbahnüberführung hat eine Gesamtlänge von 868 Metern. Die Stützweiten der beiden Randfelder betragen 57,0 Meter, die 13 Innenfelder haben je 58,0 Meter Spannweite. In der Entwurfsplanung war eine Kette von Einfeldträgern vorgesehen worden. Zur Ausführung kam ein Sonderentwurf bestehend aus einer Kette von Zweifeldträgern mit einem Dreifeldträger in der Mitte. Die bis zu 174 Meter langen Träger sind durch Dehnfugen getrennt. Die Schienen laufen lückenlos, ohne Schienenauszug, über den Brückenüberbau und die anschließenden Bahnkörper durch.
Der 6,5 Meter hohe Überbau ist als Verbundkonstruktion ausgeführt und besteht aus zwei pfostenlosen Strebenfachwerkträgern aus Stahl mit einer oben liegenden bis zu 45 Zentimeter dicken Stahlbetontragplatte. Die Fahrbahnplatte ist 14,1 Meter breit, die Fachwerkträger besitzen einen Achsabstand von 6,8 Meter. Die Fahrbahnplatte war mit einer freistehenden Anschlussbewehrung für den späteren Einbau der Festen Fahrbahn versehen worden.

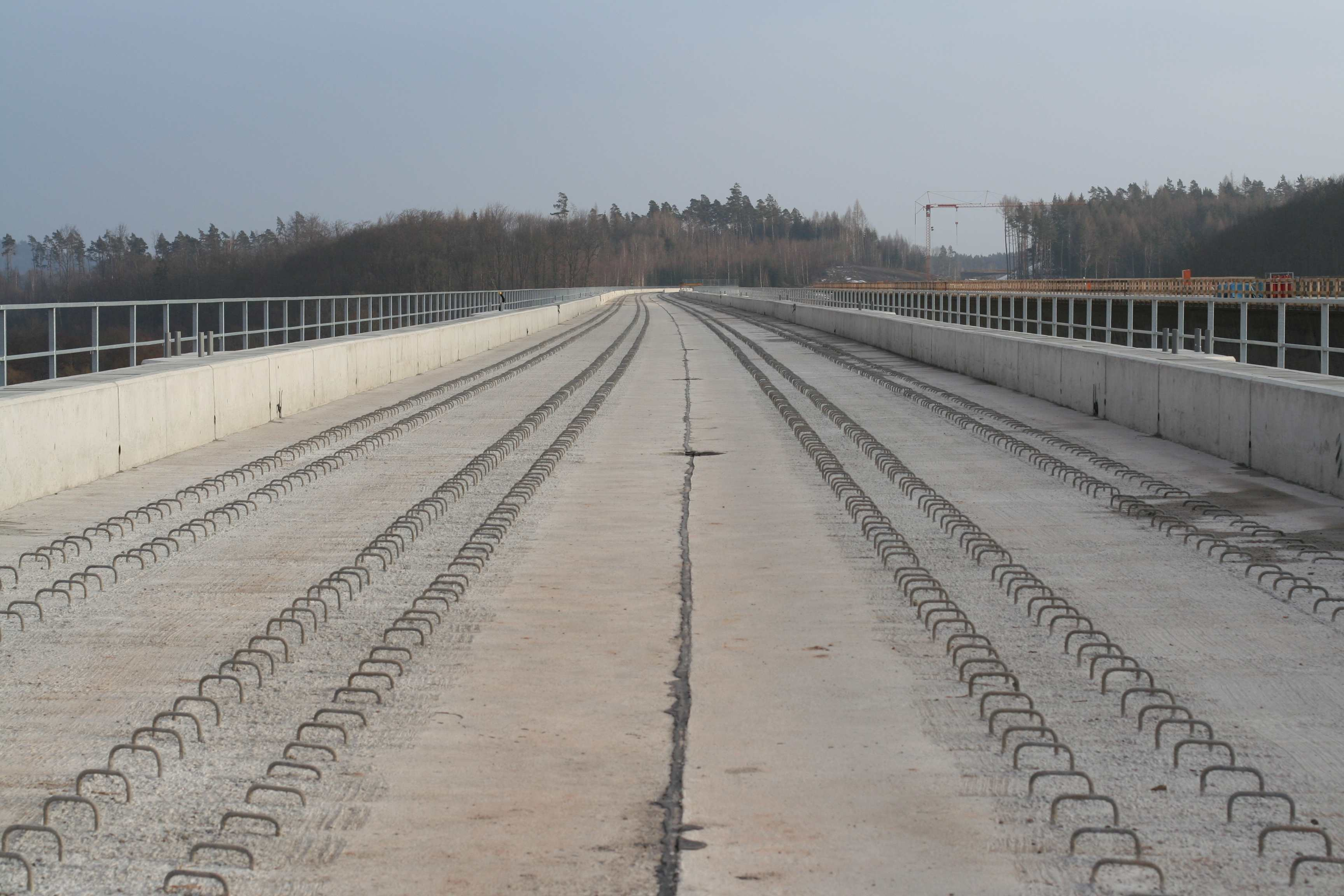
Fahrbahnplatte (März 2006)
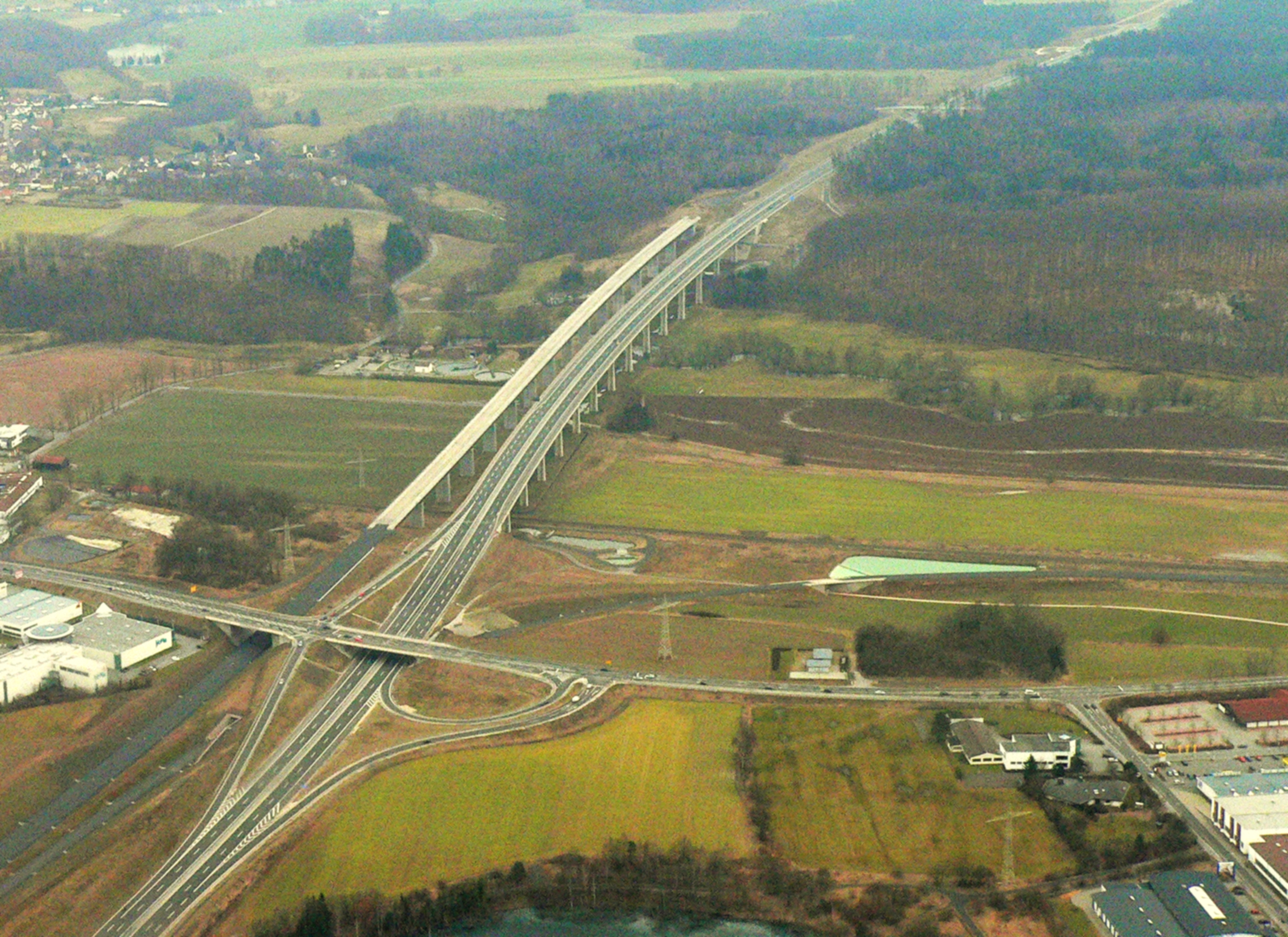
Itztalbrücke (März 2009)
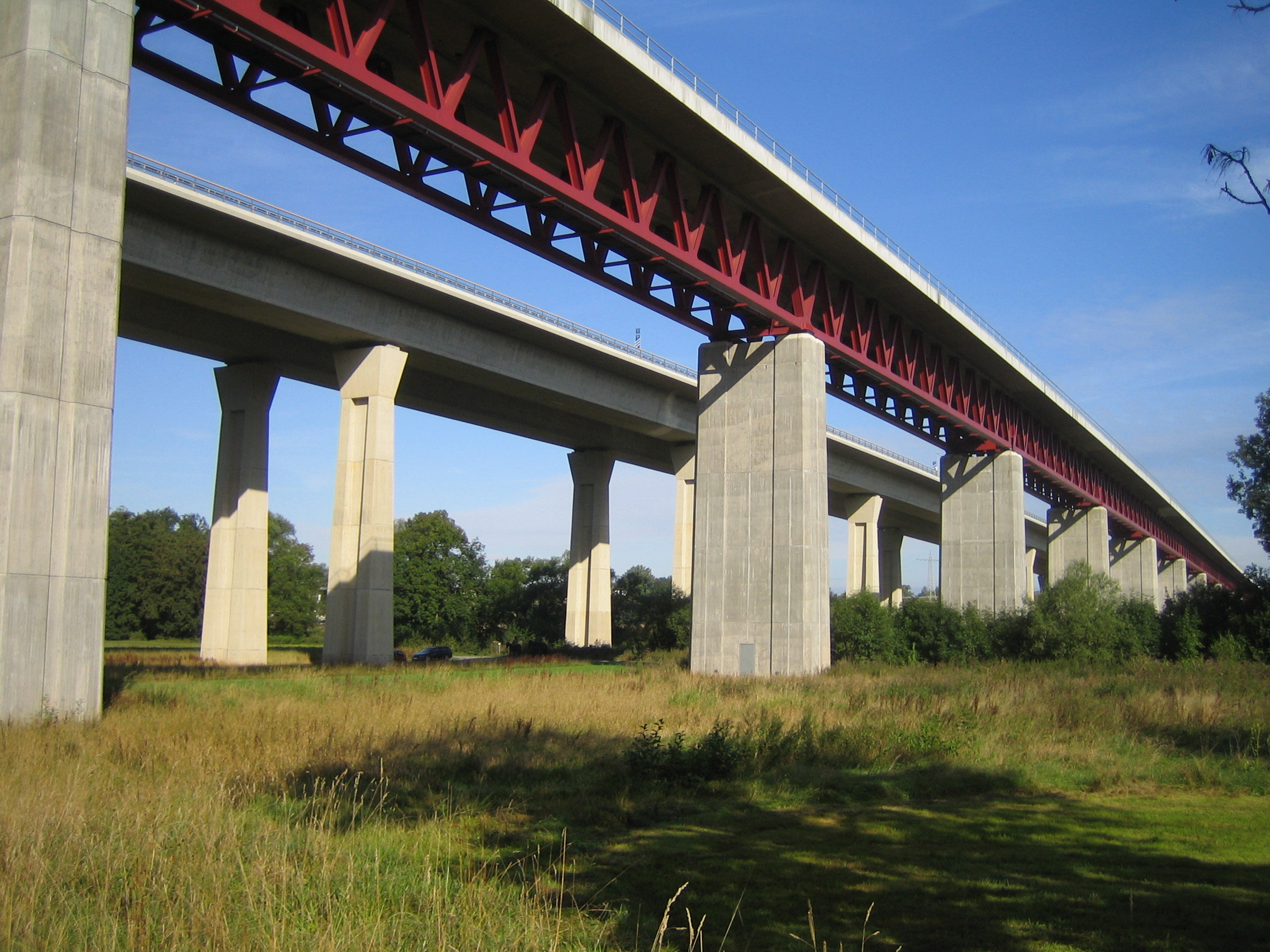
Itztalbrücke von Südosten (August 2009)
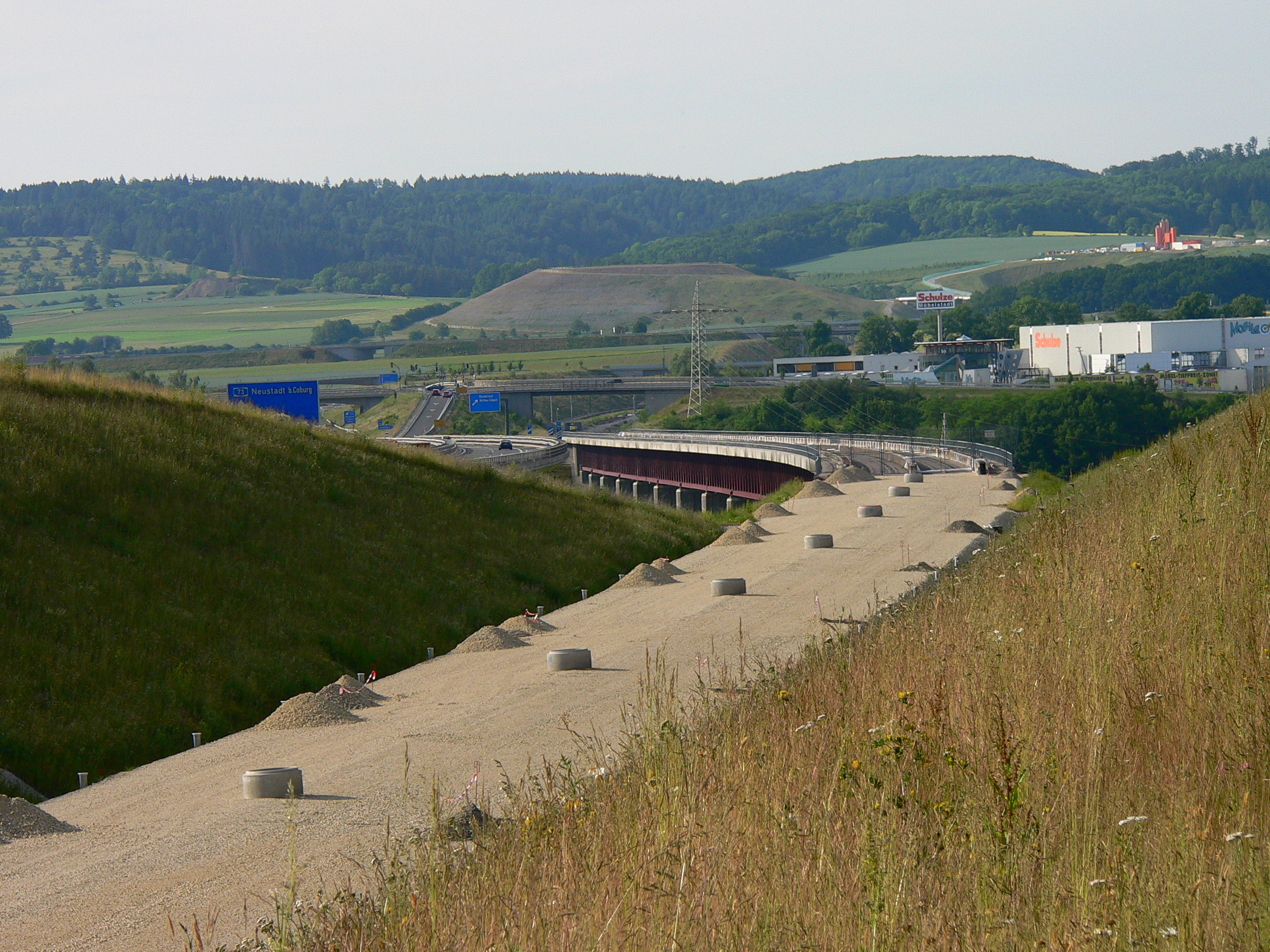
Itztalbrücke von Süden (Juni 2014)

## Geschichte
Die Bauarbeiten begannen 2002. Im November 2005 wurde die Brücke als das erste Bauwerk im Südabschnitt der Strecke fertiggestellt. Danach war die Brücke durch Gitter gegen unbefugtes Betreten gesperrt. Dieser Zustand hielt über zehn Jahre an, siehe nachfolgender Abschnitt.
Anfang März 2017 erfolgten Probebelastungsfahrten mit zwei jeweils rund 1000 Tonnen schweren Zügen. Seit dem Fahrplanwechsel 2017/2018 wird die Brücke planmäßig von mit Reisenden besetzten Zügen befahren.

### „Soda“-Brücke
Schlagzeilen machte die Eisenbahnüberführung nach ihrer Fertigstellung als Beispiel für die Verschwendung öffentlicher Gelder. Auch im Schwarzbuch 2006 des Bundes der Steuerzahler wird die Brücke angeführt. Kritiker bemängelten, dass nicht vor 2015 mit der Fertigstellung der Neubaustrecke zu rechnen sei, also mindestens zehn Jahre lang kein Zug die Brücke befahren werde. Es waren indes noch Investitionen in Höhe von mehr als zwei Milliarden Euro notwendig, um die Neubaustrecke im Abschnitt zwischen Ebensfeld und Ilmenau (zirka 77 km) fertigzustellen (Stand: 2006).
Als Argument für die Vorabinvestition wurde angeführt, dass die Eisenbahn- und Autobahnbrücke im Bündelungsabschnitt so eng nebeneinander liegen, dass ein späterer Bau der Eisenbahnbrücke technisch schwerer wäre.
Von Einheimischen wurde die Itztalbrücke aufgrund der fehlenden Nutzung oft als „Soda-Brücke“ bezeichnet.

### Betriebliche Einschränkungen
Bei der Zulassung der Festen Fahrbahn wurde im Jahr 2015 festgestellt, dass die beim Bau der Brücke erstellten Berechnungen für die Schienenspannungen fehlerhaft waren und die zulässigen Werte deutlich überschritten wurden. Daraufhin wurde ein Bündel an Abhilfemaßnahmen umgesetzt, das unter anderem spezielle Schienenstützpunkte, eine gezielt gewählte Lage der Schienenschweißungen, ständige messtechnische Überwachung sowie Versuche zum besseren Verständnis der Auswirkungen umfasste.
Aufgrund einer möglichen Überschreitung der Schienenspannung auf der Brücke dürfe diese seit 2020 nicht mit einer Doppeltraktion aus ICE 3 befahren werden. Andere ICE-Baureihen sind nicht von den Einschränkungen betroffen. Ursprünglich wollte DB Fernverkehr die ICE-Sprinter zwischen München und Berlin ab dem Dezember 2019 mit zwei Triebzügen der Baureihe 403 fahren, um die Sitzplatzkapazität zu erhöhen. Die Sprinter sind auf dieser Relation sehr stark nachgefragt. Dieses Vorhaben scheiterte jedoch an den betrieblichen Einschränkungen aufgrund dieser Brücke. Daher verkehren die Sprinter auch im Fahrplan 2020 nur mit einem Triebzug, bis eine Lösung gefunden wird. Die DB dementierte diese Darstellung jedoch und kündigte an, demnächst ICE-3-Doppeltraktionen auf der Strecke einzusetzen. Nach weiteren Angaben habe DB Netz DB Fernverkehr nur empfohlen, auf Fahrten mit ICE 3 in Doppeltraktion zu verzichten. Auf der Grundlage von Messergebnissen, die in ein neues Berechnungsmodell eingeflossen seien, hätten die Beschränkungen im Frühjahr 2020 aufgehoben werden können.

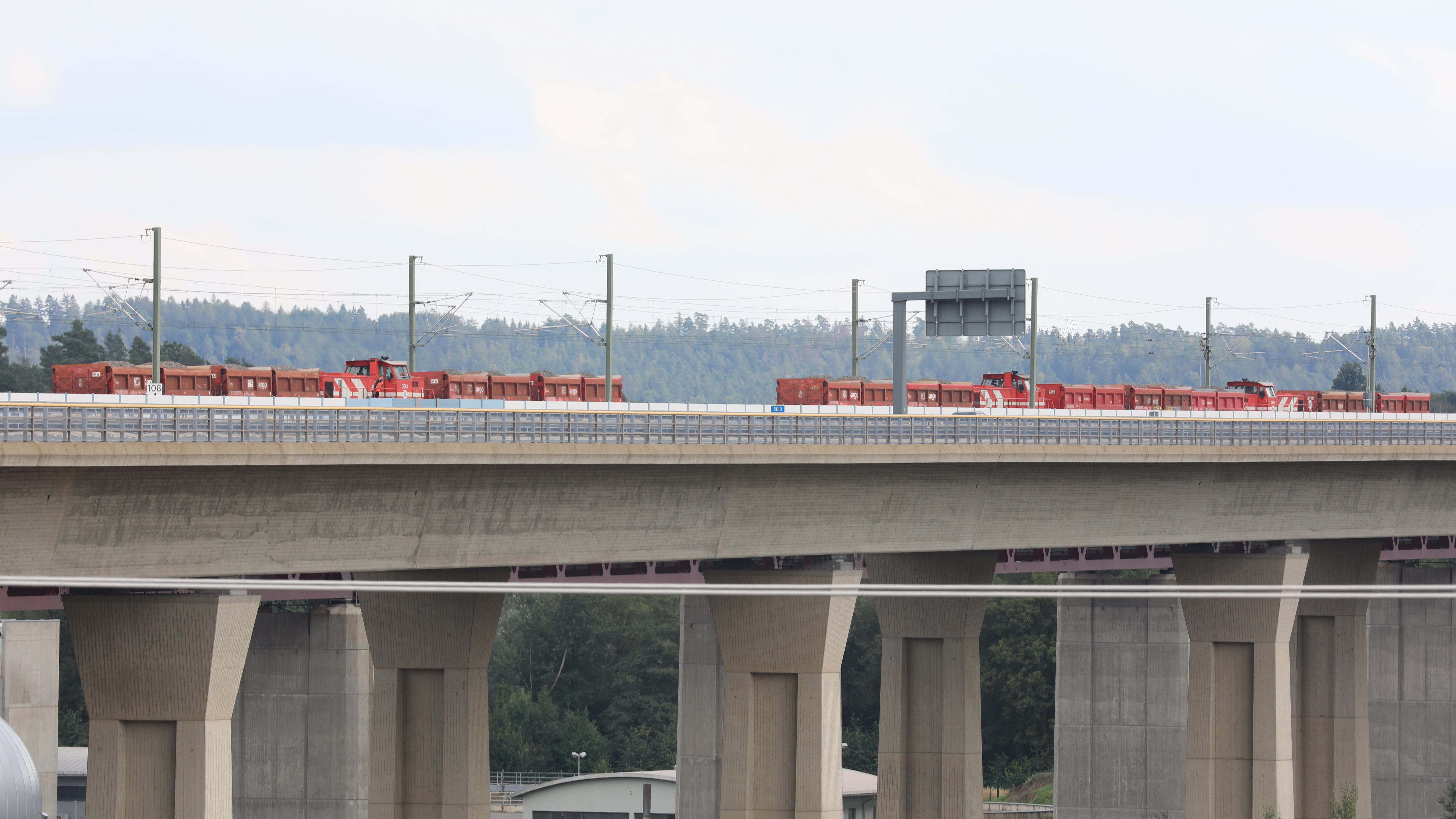
Belastungsfahrten mit drei Güterzügen Anfang September 2020

Anfang September 2020 wurden Belastungsfahrten mit Güterzügen durchgeführt, um auch in dieser Hinsicht zu Erkenntnissen zu kommen. Im Sommer 2022 fuhren ICE-Sprinter mit einer Doppeltraktion aus ICE 3 über das Bauwerk.